# Палеолит
Палеоли́т (греч. παλαιός древний + λίθος камень; древнекаменный век) — первый исторический период каменного века с начала использования первых колотых каменных орудий гоминидами (род Homo) (около 2,6 млн лет назад) до появления у человека земледелия приблизительно в 10-м тысячелетии до н. э. Выделен в 1865 году Джоном Лаббоком.
Эра существования ископаемого человека, а также ископаемых ныне вымерших видов животных. Он занимает большую часть (около 99 %) времени существования человечества и совпадает с двумя геологическими эпохами кайнозойской эры — плейстоценом и голоценом.
Археолог П. П. Ефименко обозначал термин палеолит как «История первобытного общества в его наиболее раннем временном отрезке».

## Описание
В эпоху палеолита климат Земли, её растительный и животный мир значительно отличались от современных. Люди эпохи палеолита жили немногочисленными первобытными сообществами и пользовались лишь оббитыми каменными орудиями, не умея ещё шлифовать их и изготавливать глиняную посуду — керамику. Тем не менее, кроме каменных орудий изготавливали также орудия из кости, кожи, дерева и других материалов растительного происхождения. Они занимались охотой и собиранием растительной пищи. Рыболовство только начинало возникать, а земледелие и скотоводство не были известны.
Начало палеолита (2,6 млн лет назад) соответствует появлению на Земле древнейших обезьяноподобных людей (архантропов) типа олдувайского Homo habilis. В конце палеолита эволюция гоминид завершается появлением современного вида людей (Homo sapiens). В самом конце палеолита люди начали создавать древнейшие произведения искусства, и появились признаки существования религиозных культов, такие как ритуалы и погребения. Климат палеолита несколько раз изменялся от ледниковых периодов до межледниковых, становясь то теплее, то холоднее.
Конец палеолита датируется примерно 11—10 тыс. лет назад. Это время перехода к мезолиту — промежуточной эпохе между палеолитом и неолитом.
Палеолит условно разделяется на нижний и верхний, хотя многие исследователи выделяют также из нижнего палеолита средний. Более дробные подразделения верхнего или позднего палеолита имеют только местный характер, так как разнообразные археологические культуры этого периода представлены не повсеместно. Временные границы между подразделениями в разных регионах также могут различаться, так как археологические культуры сменяли друг друга не одновременно.
В XIX веке Габриэль де Мортилье выделял эолит как эпоху, предшествующую палеолиту. В настоящее время термин не употребляется, критерии Мортилье признаны ошибочными. Кроме того, в русскоязычной археологической литературе верхний и средний палеолит иногда обозначаются термином «археолит».

## Ранний палеолит (Нижний палеолит)
Homo habilis, существовавшие в начале этого периода, мало отличались от дриопитеков и австралопитеков, они также жили за счёт природы, но Homo erectus умел, пусть и примитивно, мыслить и творить. Использовались каменные, костяные и деревянные орудия. Последние до нас, естественно, не дошли. Основными занятиями были охота и собирательство, появлялось рыболовство. Земледелия и скотоводства не существовало. Важнейшим достижением этого периода является начало использования огня: состав обработанной пищи отличается от состава сырой пищи изобилием димеров и олигомеров аминокислот и сахаров, это изменило характер деятельности организма, в том числе нервной и эндокринной систем. Обработка пищи увеличила защиту от паразитов, инфекций.

### Палеогеографияи климат

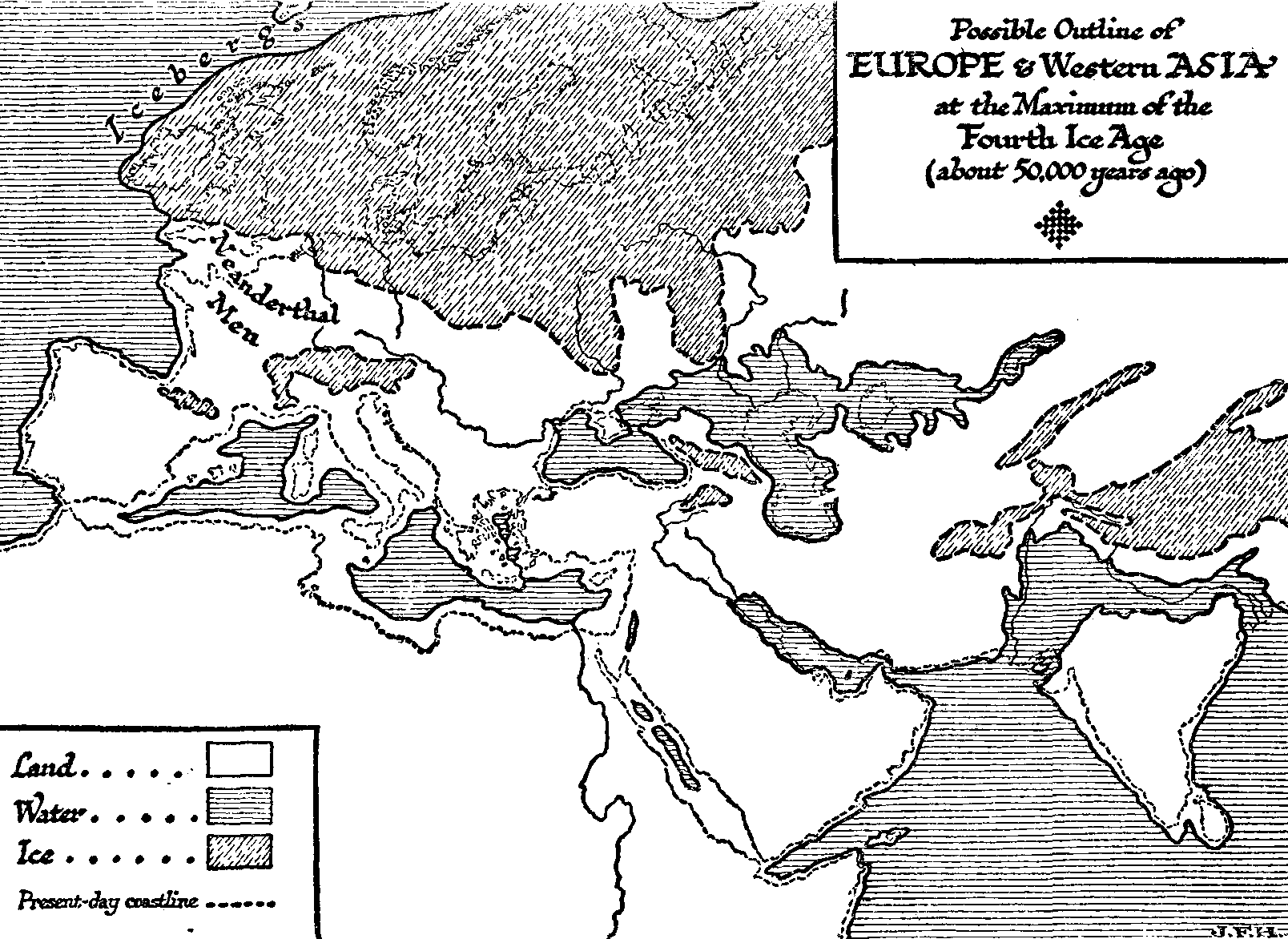
Так в 1920 году представляли географию Европы и Ближнего Востока в среднем палеолите (50 тыс. лет назад)

С начала плиоцена по сегодняшний день дрейф континентов составил местами несколько сотен километров. За эту эпоху Южная Америка соединилась с Северной, образовав Центральную Америку и Панамский перешеек, что позже сделало возможной миграцию человека из Северной Америки в Южную. Разделение Тихого и Атлантического океанов привело к изменению направления океанских течений и последующему глобальному изменению климата. Кроме того, Африка столкнулась с Евразией, окончательно закрыв древний океан Тетис, от которого осталось лишь Средиземное море, а на месте существовавшего когда-то пролива между ним и Индийским океаном образовался Персидский залив и современный Ближний Восток, что позволило человеку выйти из Африки и заселить Евразию.
В следующей эпохе, плейстоцене, континенты уже были почти на том же месте, что и сейчас, и их дальнейшее продвижение за этот период не превысило 100 км.
Климат, в течение плиоцена в целом гораздо более тёплый и влажный, чем сейчас, постепенно становился суше и холоднее, а разница температур лета и зимы увеличивалась, достигая приблизительно тех же параметров, что и сейчас. Антарктида, в то время ещё свободная ото льда, только начинала покрываться ледниками. Глобальное похолодание меняло внешний вид и других континентов, где леса постепенно сменялись саваннами и степями.
Дальнейшее похолодание в плейстоцене привело к нескольким циклам оледенения части Евразии и Северной Америки. Ледник в некоторых местах достигал сороковой параллели. Идентифицировано четыре наиболее мощных ледниковых периода, в течение которых накопление воды в материковых льдах, толщина которых достигала 1500-3000 м, приводило к значительному (до 100 м) понижению уровня мирового океана. В промежутках между ледниковыми периодами климат был похож на современный, а береговые линии материков затоплялись наступающими морями.
Северная Европа во время оледенения была закрыта ледником Фенно-Скандии, который достигал Британских островов на западе и среднего Поволжья на востоке. Ледники покрывали арктический шельф Сибири, омывающие её моря, все Альпы и многие горы Азии. Во время пика последнего оледенения, около 20 тыс. лет назад, существовавший в то время перешеек, соединяющий Азию и Америку, который носит название Берингия, также был покрыт ледником, что затрудняло проникновение человека в Северную Америку. Последняя, кроме того, была блокирована ледниками не только на севере Канады, но и на большей части Кордильер. В Южной Америке льды, наступающие из Антарктиды и спускающиеся с Анд, достигали равнин Патагонии. Льдами были покрыты Тасмания и Новая Зеландия. Даже в Африке ледники покрывали горы Кении, Эфиопии, Килиманджаро, Атлас и другие горные системы.

### Антропогенез
На нижний палеолит приходится почти вся биологическая эволюция человека. Её изучение — предмет широкого научного исследования, целью которого является понимание причин происхождения и особенностей развития отдельных видов человека. В исследовании участвуют представители многих научных дисциплин: антропологии, палеоантропологии, палеонтологии, лингвистики, генетики. Термин
человек в контексте эволюции означает принадлежность к роду Homo, однако исследования антропогенеза включают в себя и изучение других гоминид, таких как австралопитек.
Начало палеолита — время жизни самого раннего члена рода Homo — Homo habilis (человек умелый), который появился не позднее 2,6 млн лет назад. Именно он впервые начал обрабатывать камень и создал самые примитивные орудия Олдувайского периода. Большинство учёных полагает, что интеллект и социальная организация Homo habilis уже тогда были устроены сложнее, чем у его предшественника австралопитека или современных шимпанзе.

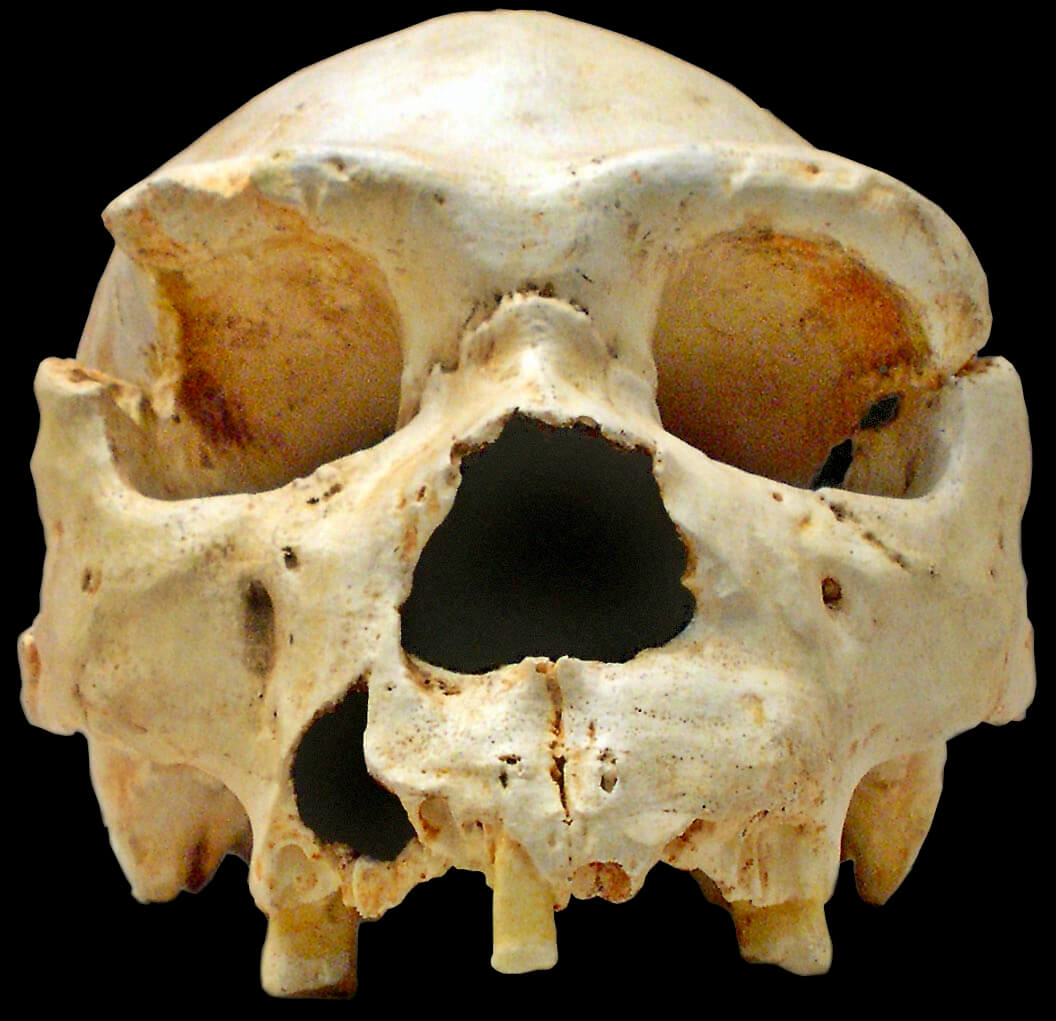
Череп Homo heidelbergensis (нижний палеолит), предшественника неандертальца (Homo neanderthalensis) и, возможно, Homo sapiens. Приблизительный возраст 400—500 тыс. лет.

В раннем плейстоцене, 1,5-1 млн лет назад некоторые популяции человека эволюционировали в сторону увеличения объёма мозга. Одновременно наблюдается и улучшение техники обработки камня. Эти изменения дали антропологам основания заключить, что появился новый вид Homo erectus (человек прямоходящий). Хотя одновременно с Homo habilis существовали и другие ископаемые гоминиды, например, Paranthropus boisei, и некоторые из них, прежде чем вымереть, жили на планете миллионы лет, только Homo habilis стал предшественником всех новых видов человека, появившихся позднее его. Возможно, его эволюционным преимуществом было именно изготовление каменных орудий, пригодных для вскрытия и употребления в пищу животных, в то время как обезьяны питаются только растениями.
Сам Homo habilis жил только в Африке. Первым видом человека, который стал прямоходящим и около 2 млн лет назад расселился за пределы африканского континента, был Homo ergaster, которого считают предшественником или одним из ранних подвидов Homo erectus. Homo ergaster/Homo erectus — первый вид человека, который овладел огнём.
Последние этапы эволюции человека исследованы хуже. Неизвестно, кто был предком Homo rhodesiensis, наиболее вероятного предшественника современного человека. Многие палеоантропологи считают, что этот вид — тот же самый, что и Homo heidelbergensis, от которого произошли неандертальцы. Считают также, что обе последних разновидности человека являются лишь поздними подвидами Homo erectus.

### Основные культуры нижнего палеолита
1) Олдувайская культура (2,6 млн — 900 тыс. лет назад).
Основные памятники расположены на территории Восточной Африки. Обнаружены намеренно расчищенные площадки, очевидно, для строительства жилищ.
Древнейшая из стоянок Олдувайской эпохи, где найдены останки Homo habilis — Вест-Гона в Эфиопии (2,8 — 2,4 млн лет назад), а также стоянка Кооби-Фора в Кении (2 млн лет назад).
Несовершенство орудий того периода объясняется несовершенством техники обработки и несовершенством физического строения людей.
Для Олдувая характерны три вида орудий:
а) Многогранники (сфероиды) — грубо оббитые округлые камни с многими гранями, служившие главным образом в качестве ударного орудия для обработки растительной и животной пищи.
б) Изготавливаемые техникой ретуши. Предварительно изготавливали каменные отщепы, рабочий край которых подправляли мелкими ударами. Не имели устойчивых форм и среди них много мелких. Служили для разделки туш.
в) Чопперы — орудия режущих и рубящих функций, тогда это были наиболее распространённые орудия, которые изготавливались из гальки, у которой несколькими последовательными ударами стёсаны верхушка или край. Чоппинги — такие же орудия, но обрабатывались с двух сторон. Для производства орудий использовали нуклеусы.
2) Аббевиль (1,5 млн — 300 тыс. лет назад).
Появление универсальных орудий, таких как ручное рубило (двусторонне обработанное орудие). Ручное рубило использовалось как для рубки, так и резки. Активно используются галечные орудия.
3) Ашёль (1,6 млн — 150 тыс. лет назад).
Происходит изменение техники обработки камней. Появляются техники «клектон», «леваллуа».
Появляются дополнительные инструменты для расщепления, изготовленные из кости и рога. Появление каменных ножей, скребков. Начало использования огня.

### Образ жизни

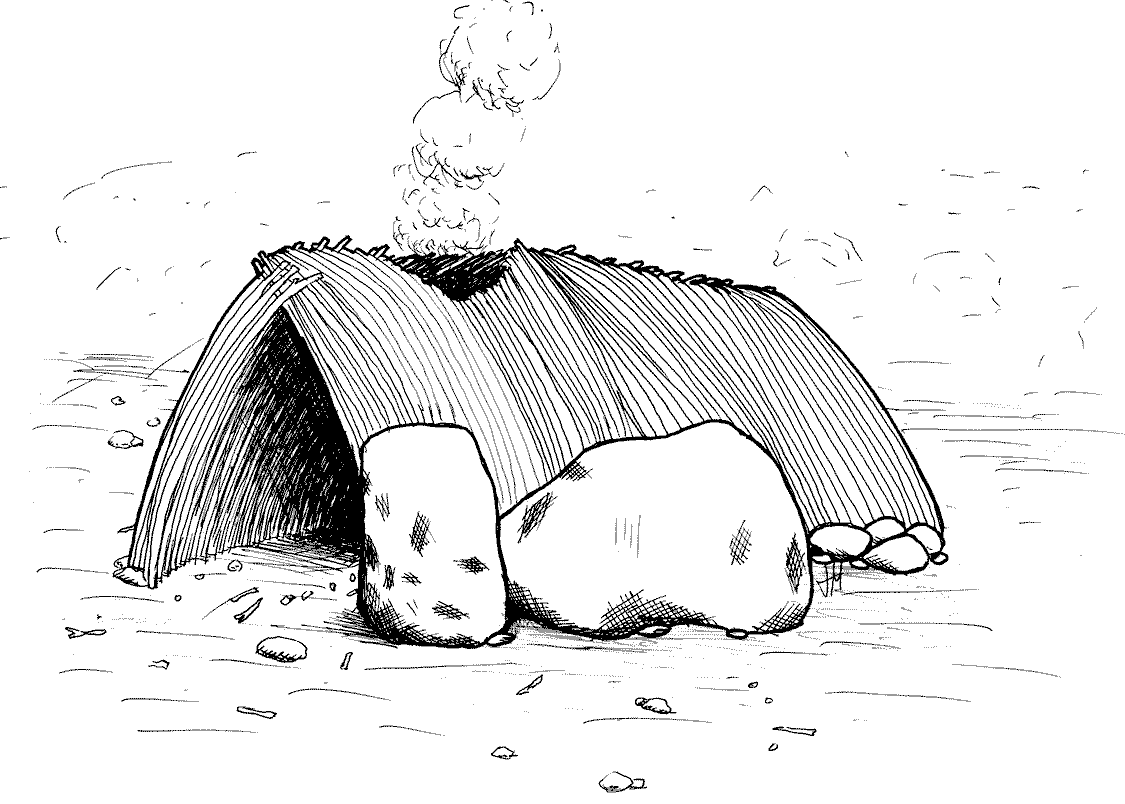
Рисунок временного деревянного жилища, основанный на находке недалеко от Ниццы во Франции датирующейся примерно 400 000 г. до н. э.

Из-за отсутствия письменных источников почти все наши знания о культуре людей палеолита дают археология и этнографические исследования сообществ современных охотников и собирателей, например африканских бушменов. В каменном веке люди так же охотились на диких животных и собирали растительную пищу, топливо и материалы для строительства или изготовления одежды и инструментов, как и современные народности, находящиеся на той же ступени развития. Плотность населения в ту эпоху была очень низкой, не более одного человека на квадратный километр. Низкая плотность населения, по-видимому, была обусловлена ограниченностью продуктов питания, высокой детской смертностью, тяжёлым женским трудом и бродячим образом жизни. В то же время, как у древних, так и у современных охотников-собирателей было значительно больше свободного времени, чем у земледельцев неолита или в современном индустриальном обществе. Лишь к концу каменного века, особенно в среднем и верхнем палеолите, у людей появилось искусство, по меньшей мере в виде наскальных рисунков и украшений, а также религиозное поведение, в частности ритуалы погребений.

### Технология

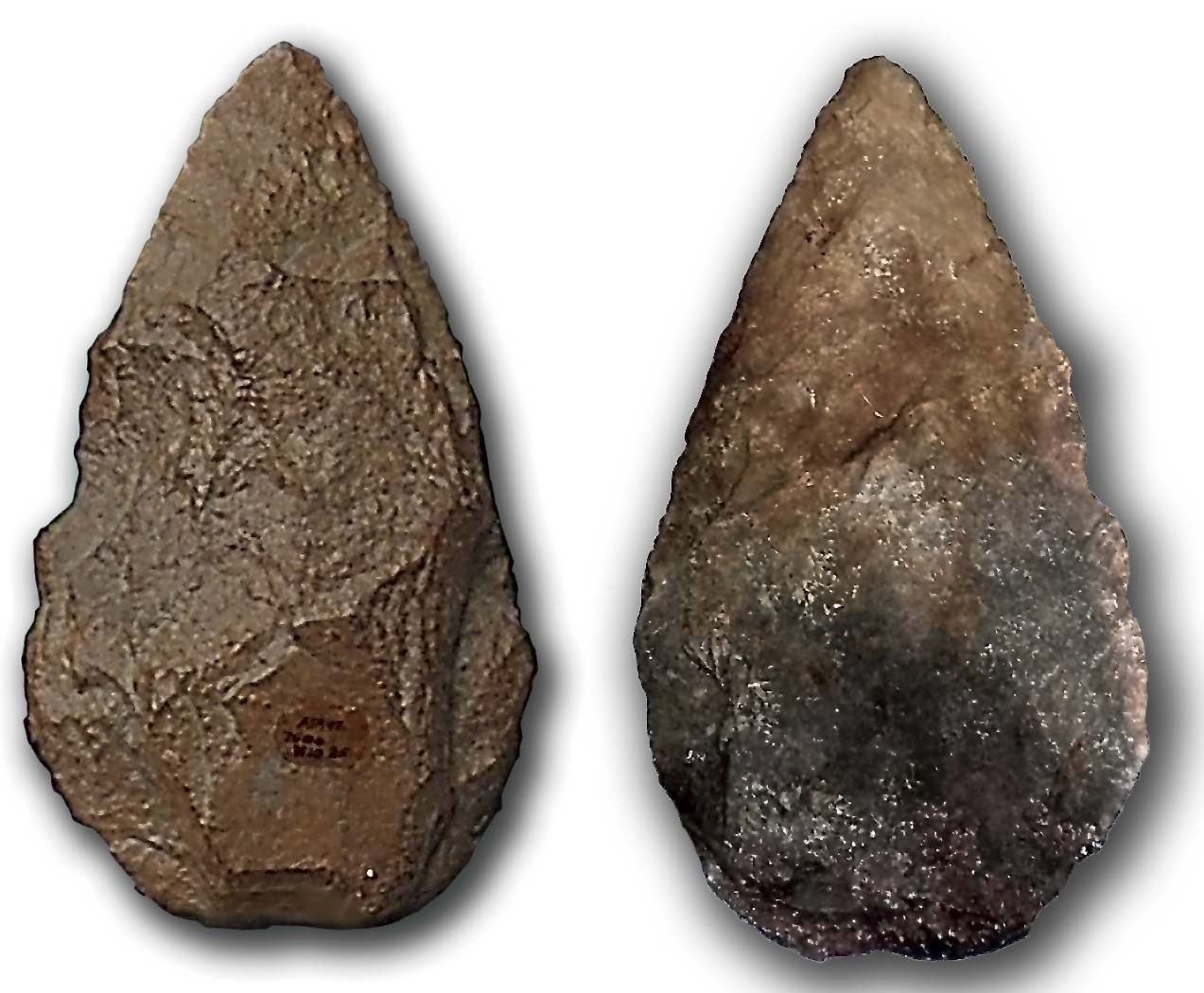
Рубило нижнего палеолита

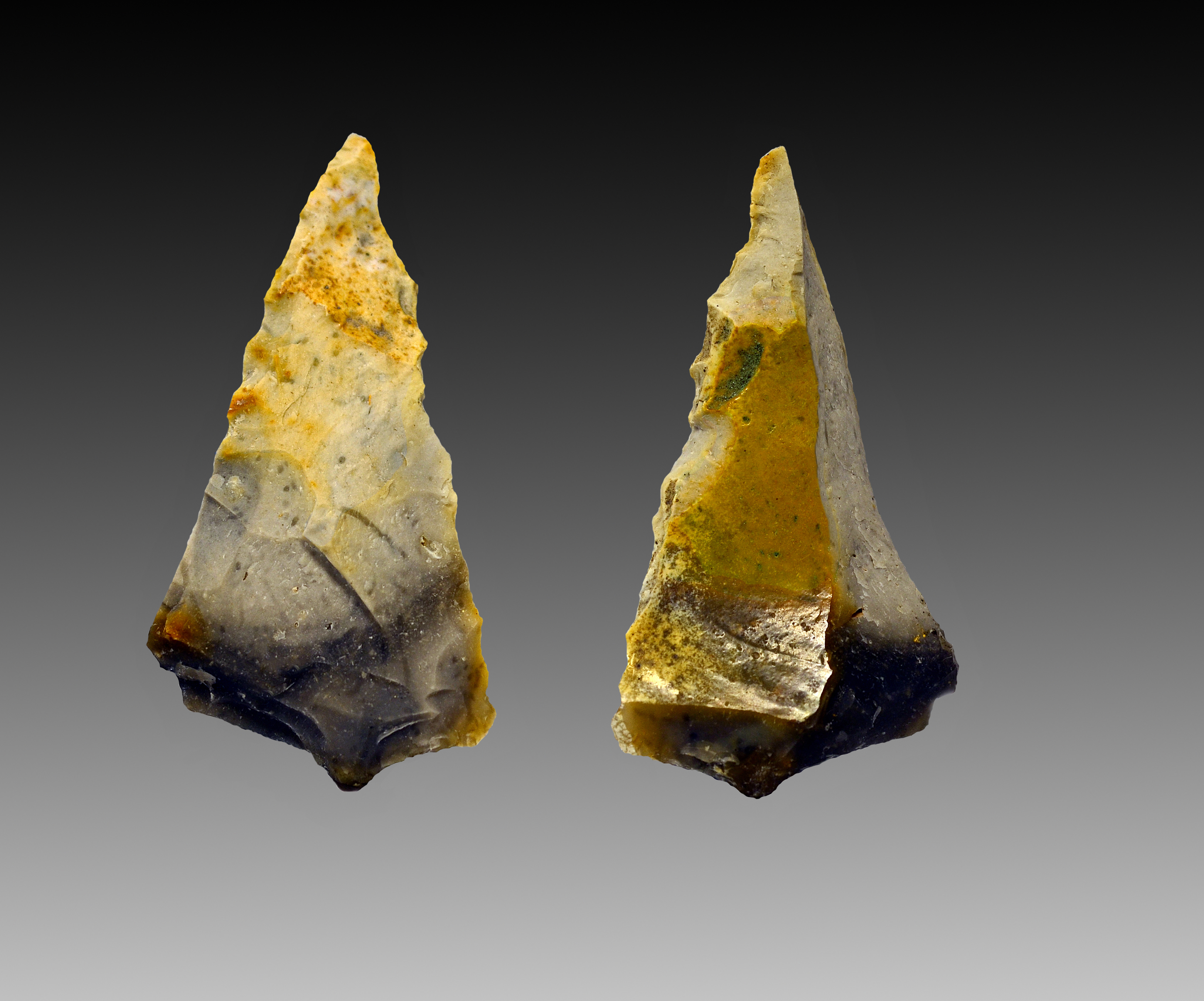
Наконечник копья. Верхний палеолит.

Инструменты изготавливали из камня, рога, кости, зубов, раковин, кожи, растительных волокон, древесины, стеблей, смол.
Самая древняя технология обработки камня, Олдувайская, появилась у Homo habilis около 2,6 млн лет назад и окончательно исчезла около 250 тыс. лет назад. Ей на смену пришла более сложная Ашёльская культура, впервые отмеченная у Homo ergaster примерно 1,65 — 1,8 млн лет назад. В ней, кроме гальки с заострённым краем, появилось ручное рубило, скребки и каменное шило, проколка. Возраст самых поздних ашёльских памятников — около 100 тыс. лет.
Кроме каменных орудий, изготавливались, несомненно, и деревянные: заострённая палка, жгуты, дубины, колья. Пригодная для выкапывания съедобных кореньев или добывания термитов ветка не являясь обработанным орудием (такой инструмент характерен также как индивидуальное орудие современных высших обезьян). Ранние же гоминиды, предположительно, использовали заострённые палки-пики ещё 5 млн лет назад, чтобы охотиться на мелких животных, как это делают иногда шимпанзе; разница состоит в предварительной намеренной обработке орудия орудием.
Из веток и камней строили жилища, используя также естественные укрытия. Homo erectus не позднее 300 тыс. лет назад мог использовать огонь, но освоение огня произошло существенно раньше, 1,5 млн лет назад, или даже у Homo habilis либо его предшественников, австралопитеков.
Некоторые исследователи считают, что гоминиды начали готовить пищу на костре в холодных широтах с целью её размораживания. Это может объяснять парадокс: в местах стоянки малочисленных популяций относительно слабых охотников встречается избыток костей крупных ледниковых животных. Тем не менее, считается, что специфичное постоянное использование огня для приготовления пищи началось только в среднем палеолите.
Предполагают, что уже Homo erectus 800—840 тыс. лет назад умел использовать плот. Столь сложное конструирование предполагает и существование подобия языка у самых ранних видов человека. Впрочем, системы сигнализации, не основанные на голосе, в действиях, включающих использование орудий, характерны для множества животных.

### Социальная организация
Социальная организация у Homo habilis и Homo erectus остаётся для нас неизвестной, но предполагается, что она была более сложной, чем у современных шимпанзе. Видимо, изобретение «главного лагеря» или общинного центра, где накапливались запасы продовольствия, в том числе дичь, произошло ещё в нижнем палеолите, не позднее 1,7 млн лет назад; однако, материальные остатки таких центров в виде построек и очагов датируются не ранее 500 тыс. лет назад.
Точно так же неизвестно, был ли человек нижнего палеолита моногамным или полигамным; однако, считается, что виды с заметным половым диморфизмом (например, Homo erectus, у которого диморфизм был сильнее, чем у современного человека) более склонны к полигамии. Не исключено, что сообщества Homo erectus были малочисленны по сравнению со средним и нижним палеолитом, представляя собой одну большую семью, и в них была более развита иерархия.

### Питание и рацион
Рацион охотников и собирателей включает продукты растительного и животного происхождения, грибы, лишайники. Наличием источников воды, соли, микроэлементов определяется каждая характерная стоянка в ареалах мигрирующих видов. Источники мяса, в том числе птицы, рептилии и амфибии, а также рыба, моллюски, насекомые и черви могли оказываться у побережья рек, озёр, морей.
Часть рациона растительного происхождения определяла многообразие генома множества популяций. Природа растений определяла способность организмов гоминид вырабатывать или нуждаться в отыскании определённых веществ — витаминов. Лишь в верхнем неолите осуществлена такая культивация растений, которая определяет различие овощей, фруктов, масличных, прочие назначения использования видов.
Считается, что в палеолите люди меньше страдали от голода и плохого питания, чем в неолите, поскольку зависимость от небольшого количества культивируемых растений в земледельческом сообществе приводила к голоданию в неурожайные годы. Кроме того, во времена палеолита люди могли охотиться на крупных животных (например, мамонтов), которые вымерли в конце плейстоцена. Маловероятно, чтобы люди палеолита страдали от заболеваний сердечно-сосудистой системы и диабета, так как они много двигались и употребляли нежирную пищу. О том же можно сказать иначе, наличия генов патологий у гоминид невозможно обнаружить в связи с жёстким отсеиванием особей в популяциях на протяжении всего периода существования гоминид.
Антропологи считают, что человек палеолита был каннибалом, так как значительная часть человеческих костей, найденных в местах стоянок людей нижнего и среднего палеолита, носит следы употребления в пищу. Причиной каннибализма мог быть недостаток белковой пищи. Для всеядных приматов рацион никогда не был богат белком характерного аминокислотного состава, а доступное мясо особей одного вида — это уникальная составляющая. Позже поедание человеческого мяса стало частью религиозной традиции, не лишённой физиологических предпосылок: некоторые аминокислоты, категорически необходимые для деятельности головного мозга, можно найти в достаточном количестве лишь в тканях крупных млекопитающих.
Впрочем, наличие у людей нижнего палеолита религиозных ритуалов не доказано. С другой стороны, возможно, что съеденные люди были жертвами не себе подобных, а хищных животных и падальщиков, так как в нижнем палеолите мёртвых не хоронили в могилах, и трупы людей были для них доступны.
Микробиология пищи предполагает подверженность хранящихся продуктов питания естественному влиянию грибов и бактерий. При этом отличительной особенностью популяции оказывается переносимость особей к действию микроорганизмов. Для множества северных народов характерно особенное пищеварение — такое, которое протекает нормально лишь в случае подверженности мясных продуктов действию определённых микроорганизмов: это могут быть бактерии в мясе животных, грибы в молочных продуктах для позднего периода. Бактерии кишечника гоминид определяют способность эффективно перерабатывать растительную пищу; однако, заселение кишечника детёнышей гоминид этими бактериями происходит лишь при специальных обстоятельствах.
Наиболее ранним продуктом питания человека — таким, который становился аналогом современных источников необходимой микрофлоры кишечника, — оказывался помёт крупных травоядных млекопитающих, слонов. Аналогично определялись и источники штаммов сычужных бактерий.

## Средний палеолит
Homo erectus оставался хозяином Земли около полутора миллионов лет. Принимая во внимание его необыкновенно широкое расселение в Старом Свете, это вполне достаточный срок для любого биологического вида, чтобы отдельные популяции продолжали эволюционировать в разных направлениях. Наибольшее разнообразие подвидов Homo erectus обитало в Африке и прилегающих к ней частях Азии и Европы. Здесь около 200—300 тыс. лет назад и появились новые виды людей, объём головного мозга которых не уступал современному. Прежде всего это были неандертальцы (Homo neanderthalensis).
В отличие от Homo erectus и современного человека неандертальцы не смогли или не успели распространиться во всём Старом Свете. Некоторое время они были если не единственным, то преобладающим видом гоминид только в Европе, Средней Азии, на Ближнем Востоке и в Северной Африке. Неандертальцы создали новую материальную культуру, которая по месту первых находок носит название мустье. Улучшение техники обработки камня произошло, прежде всего, благодаря предварительной заготовке особой формы нуклеусов из кремня, от которых отжимали и скалывали тонкие и острые отщепы. Такие орудия труда были меньше ашёльских и более разнообразными по внешнему виду.
Появившиеся несколько позже (около 100 тыс. лет назад) в Северной Африке люди современного типа (Homo sapiens) использовали для крепления кремнёвых отщепов мустьерского типа деревянные рукоятки. Так появилась ещё одна археологическая культура — атерийская, создатели которой первыми или одними из первых стали применять копье и гарпун с каменным наконечником, а позже — и лук, стрелы для которого также имели каменный наконечник. Использование композитных (из дерева и камня) орудий труда и оружия в дальнейшем позволило перейти к применению совсем мелких отщепов кремня — микролитов. Создание более мощного оружия обусловило переход к охоте на более крупных животных, которых нельзя убить деревянными пиками без наконечника, вплоть до мамонтов, пойманных в хитроумные ловушки, откуда нельзя бежать. Это, в свою очередь, изменило социальную организацию человеческих сообществ, которые стали более многочисленными, так как могли прокормить больше людей на той же территории и для охоты на крупных животных требовали усилий большего количества охотников, нескольких десятков человек. Большое количество данных показывает, что в среднем палеолите люди начали обмениваться между собой товарами, такими как охра или кремень для изготовления орудий труда, не позднее, чем 120 тыс. лет назад. И неандертальцы, и Homo sapiens среднего палеолита заботились о престарелых членах общества.
Как и в современных сообществах охотников и собирателей, например у пигмеев, их члены подчинялись обществу как целому. Тем не менее считается, что в большинстве сообществ его члены ещё были относительно равны, а решения принимались большинством голосов. Такие сообщества редко или вообще никогда не вовлекались в организованное насилие между группами, то есть войны. Это не был показатель цивилизованности, так как даже некоторые обезьяны, например карликовый шимпанзе, способны к организации подобных сообществ.
В среднем палеолите появление метательного оружия, поначалу пик и копий с наконечниками, и охота из засады повысили как вероятность фатальной ошибки и появления повода к столкновениям, так и опасность вольного или невольного вторжения на чужую территорию. Обороняющиеся имели преимущество более надёжных укрытий и организации засады, поэтому даже преобладающая численность нападающих не всегда была решающим фактором для победы в столкновениях. В таких условиях агрессия, скорее, оборачивалась истощением сил противников, чем территориальными приобретениями, необходимыми для содержания многочисленного сообщества. Поэтому более выгодными становились мирные отношения между соседями, кооперация и товарообмен. Вместе с тем в некоторых сообществах к концу среднего палеолита уже возникали относительно сложные иерархически организованные социальные структуры, например такие, как у обитателей Сунгири, которые жили в условиях, позволявших прокормить сравнительно много людей.
В среднем палеолите появились погребения, например могилы неандертальцев в Крапине (Хорватия), возраст которых — около 130 тыс. лет. Это говорит о появлении представлений о загробной жизни и магических ритуалов. На костях погребённых видны следы посмертной очистки от мышечных тканей, возможно, с ритуальными целями. Есть свидетельства того, что у неандертальцев существовал культ медведя, то есть тотемизм. Около 70 тыс. лет назад в Африке существовал культ питона, подобный ныне известному у бушменов. Не менее чем 30 тыс. лет назад появились первые шаманы, и ими были женщины.
Вместе с ритуалами и погребениями появились и искусства, в частности изображения женщины, называемые ныне Венерами (например, Венера из Тан-Тана, созданная более 300 тыс. лет назад), человекозвери или украшения в виде бус из перламутра из пещер Южной Африки, возраст которых — более 75 тыс. лет. В употребление широко вошла охра, минеральная краска, употреблявшаяся для магического раскрашивания тела и создания наскальных рисунков.
Ощутимый социальный и технический прогресс обусловил эволюционные преимущества Homo sapiens, который оказался сравнительно более к нему восприимчив. Именно этот вид быстро распространился как в Старом, так и Новом Свете (см. статью Ранние миграции человека). К началу верхнего палеолита люди современного типа полностью вытеснили или ассимилировали неандертальцев, эректусов и прочие родственные виды, оказавшись в смысле биологической эволюции вне конкуренции и оставшись единственным видом рода Homo на всей планете. Дальнейшее развитие Homo sapiens было связано с неравномерностью социального и технического прогресса в разных популяциях этого вида, который создал не одну-две, как предшествующие виды людей, а множество разных материальных культур, количество которых, начиная с верхнего палеолита, возрастало с непрерывно увеличивающейся скоростью. Отдельные археологические культуры условно соответствуют разным этническим группам людей.

## Верхний палеолит

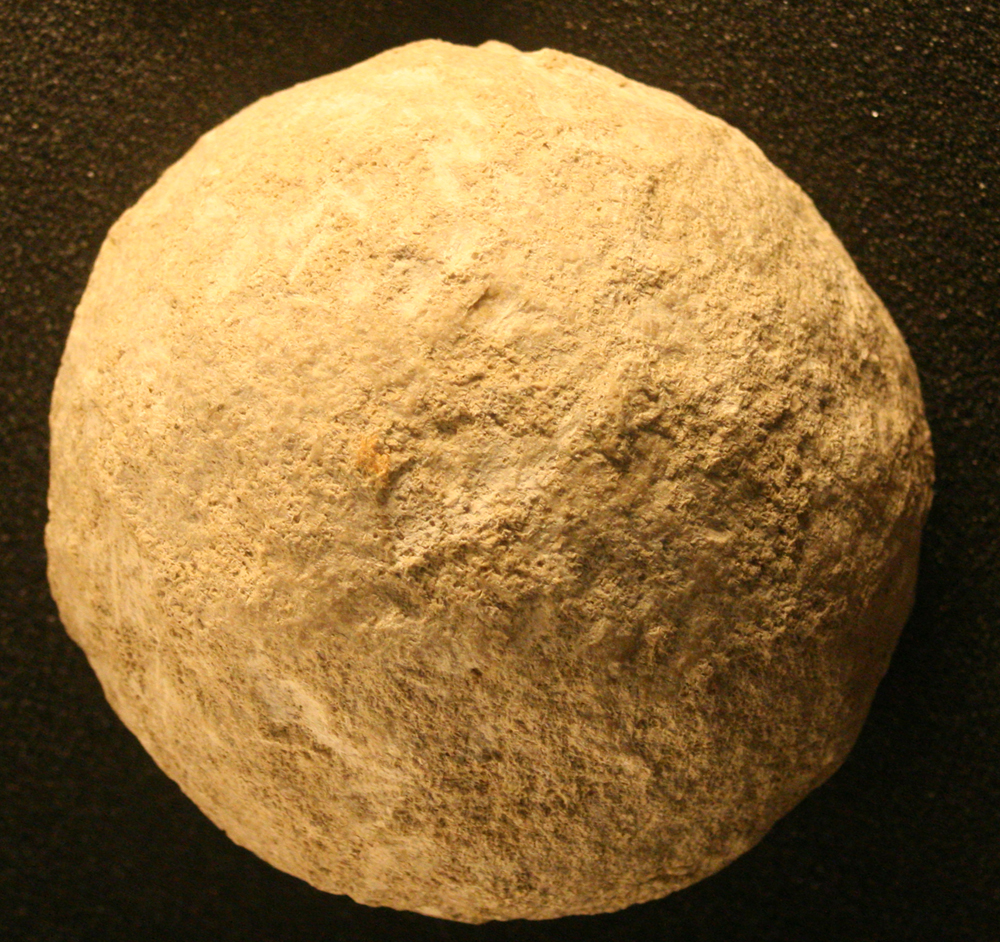
Каменный шар от боласа времён палеолита

Поздний палеолит: 35 000 — 8000 гг. до н. э. (противоречит оценке 40—12 тыс. лет назад отсюда Поздний палеолит и  50,000 and 12,000 лет назад отсюда https://en.wikipedia.org/wiki/Upper_Paleolithic%5Bпрояснить%5D) Эпоха господства человека современного физического типа — Homo sapiens. Первые различия между представителями рас — европеоидной (кроманьонцы), монголоидной и негроидной (гримальдийцы).
Используется более 20 видов орудий труда, в том числе костяные иглы с ушком, позволившие шить одежду из шкур животных. Около 29 — 22 тыс. лет назад рыбу начали ловить сетями, дичь — метательными камнями, боласами, для усиления броска копья были изобретены копьеметалки, и наконец впервые появилось оружие для стрельбы на дальнее расстояние — лук и стрелы. Обожжённая керамика появилась только в неолите, но фигурки из глины изготовляли уже в верхнем палеолите, хотя обжиг древнейшего известного науке образца (Вестоницкая Венера) мог быть и результатом случайного попадания в огонь.
Одомашнивание первого животного, собаки, произошло не позднее, чем 14 тысяч лет назад. Относительно нижней границы этой даты единого мнения нет. Большинство исследователей полагает, что одомашнивание имело место в верхнем палеолите, то есть, не ранее 30 тысяч лет назад, но существуют и оценки в 100 тысяч лет назад.
По данным археологии, около 30 тысяч лет назад создатели ориньякской культуры во Франции использовали календарь. Это был лунный календарь, который для отсчёта месяцев использует фазы Луны. Солнечный календарь появился только в неолите. В ту эпоху календарь использовали для вычисления сезонных миграций животных, на которых люди охотились. По некоторым данным, такого рода вычисления производились даже неандертальцами.
Эпоха происхождения вокальной музыки науке неизвестна, но первые музыкальные инструменты (костяные флейты, смотри Ориньякская культура) находят на стоянках верхнего палеолита.
Наскальные рисунки, резьба по кости и доисторическая скульптура, появившиеся ещё в среднем палеолите, в верхнем стали более распространёнными и разнообразными. Доисторическое искусство в наше время разделяют на две категории: жанровое и абстрактное. Первое представляет собой более или менее реалистическое изображение людей и животных, иногда людей в масках животных, а второе — символические узоры с орнаментом. По мнению одного из исследователей, что изобразительное искусство обслуживало магические ритуалы, однако, никаких доказательств в подтверждение этой гипотезы исследователь не приводит. Сообщалось даже, что символические изображения животных служили знаками принадлежности к определённым этническим группам, из чего следует существование «этнических групп» в палеолите, — мнение, гротескно противоречащее принятым в современной науке нормативным понятиям об этногенезе. Изображения Венер разные авторы считают символами богини-матери, доисторической порнографией, амулетами и даже автопортретами.
В верхнем палеолите возникают развитые ритуалы и культы: тотемизм, фетишизм, анимизм, шаманизм. Изображения и захоронения медведей вместе с его глиняными статуэтками, покрытыми медвежьей шкурой, свидетельствуют о древнем тотемном культе этого животного. Не исключено также, что культ хищных зверей обозначает начало или магическое обоснование охоты на людей и ведения войн или прямую зависимость племени от популяции хищника. Антропоморфные изображения и представления о существовании полулюдей-полузверей могут свидетельствовать и о появлении у людей верхнего палеолита пантеона богов или сверхъестественных существ, как о практике шаманского типа, с нагвализмом, отождествлением человека и соседствующего вида, характерным равенством природы существ. Выражаемое посредством надевания масок животных, шкур или черепов, как это наблюдается в современных племенных сообществах, отождествление шамана с духом зверя связывается с общностью природы стаи, племени, стада видов. Считают, что поклонение предкам также возникло в верхнем палеолите и совпадает с феноменом существования вожака и уникальных особей или феномена упорядоченности в каждой стае. Идентификатор вожака, признак особи — мог существовать дольше чем организм особи, оказываясь наследуемым и наблюдаемым в соотношении с иными признаками.
Смысл магических ритуалов, по-видимому, самостоятелен и не нуждается в переводе на современные языки, он основан на рефлексах гоминид с длительной природой жизнедеятельности, а перевод предполагаемых ритуалов состоит прежде всего в отождествлении с пожеланиями удачной охоты, плодородия, успеха в задачах реализации необходимости. Современное представление о задачах сформировано лишь на основе антропологической реализации такого успеха. Например, доисторические Венеры могли рассматриваться не только как матери всего племени, но и матери животных, чья популяция неотъемлема от природы самого племени.
Основные культуры верхнего палеолита Европы:
- Ориньякская культура.
- Солютрейская культура.
- Мадленская культура.
- Свидерская культура.